# Mas del Milionari
El Mas del Milionari o Hostalet de Perit és una casa –inclosa a l'Inventari del Patrimoni Arquitectònic de Catalunya– a llevant del nucli urbà de la població de Móra la Nova (Ribera d'Ebre), a la zona de los Plans i al costat del Canal del Pantà.
Mas de planta rectangular format per dos cossos aïllats, units per un pati delimitat per una tanca, creant així un recinte clos. L'edifici principal presenta la planta baixa bastida en pedra i arrebossada, mentre que el pis és bastit en terra i pedra. En una de les portes d'accés a un dels edificis que integren l'heretat es pot apreciar una inscripció i data: AÑO 1909 testimoni de l'any de construcció d'aquest edifici secundari, però que no cal que correspongui a l'edifici principal.L'edifici principal presenta la coberta de dues vessants de teula i està distribuït en planta baixa i pis, amb un terrat situat a la part central de la coberta i una estructura rectangular bastida en maons, corresponent a la caixa d'escala utilitzada per accedir-hi. El portal d'accés a l'interior és d'arc rebaixat bastit amb maons disposats a manera de dovelles. La resta d'obertures de l'edifici són rectangulars, bastides en maons o bé amb els emmarcaments en relleu arrebossats. A l'interior es conserven sostres embigats de fusta i un pou, així com obertures internes de mig punt.
L'altre edifici, des del que s'accedeix a l'interior del pati, presenta la coberta de teula de dues vessants i s'organitza en un sol nivell i era utilitzat com a pallissa. S'hi accedeix mitjançant un gran portal d'arc rebaixat bastit en maons, amb la clau de pedra gravada amb la inscripció: "AÑO 1909". Davant d'aquest portal hi ha un edifici aïllat de planta rectangular, amb la coberta d'un sol vessant i una sola planta. Presenta una porta d'accés rectangular per accedir-hi, amb la llinda de fusta. Aquest està bastit en pedra lligada amb morter, amb restes de revestiment arrebossat.